# Isophorondiamin
Isophorondiamin ist ein Gemisch von vier stereoisomeren chemischen Verbindungen aus der Gruppe der aliphatischen Amine.

## Gewinnung und Darstellung
Isophorondiamin kann in einem Zweistufenprozess hergestellt werden. Dazu wird Isophoron und Cyanwasserstoff zu Isophoronnitril umgesetzt, welches dann mit Ammoniak und Wasserstoff zu Isophorondiamin weiter reagiert.
Bereits im Jahr 2002 zählte Isophorondiamin mit einer weltweiten Produktionsmenge von etwa 35.000 Tonnen pro Jahr zu den chemischen Substanzen, die in großen Mengen hergestellt werden („High Production Volume Chemical“, HPVC) und für die von der Organisation für wirtschaftliche Zusammenarbeit und Entwicklung (OECD) eine Datensammlung zu möglichen Gefahren („Screening Information Dataset“, SIDS) angefertigt wurde. 2019 wurde die weltweite Produktionskapazität bereits auf knapp 170.000 Tonnen pro Jahr geschätzt. Führende Hersteller in Europa sind in Deutschland derzeit Evonik Industries mit Werken in Herne und Marl sowie BASF an ihrem Stammsitz in Ludwigshafen. Weitere internationale Produktionskapazitäten für IPDA werden durch Evonik in den USA (Mobile, Alabama) und China (Shanghai) betrieben sowie durch Wanhua Chemical Group in China (Yantai). 

## Eigenschaften
Isophorondiamin ist eine farblose, hygroskopische Flüssigkeit mit schwachem Amingeruch. Es ist chiral und enthält zwei Stereozentren, folglich gibt es vier Stereoisomere. Kommerziell wird ein Gemisch der jeweils racemischen cis- und trans-Diastereomeren vertrieben, wobei das überwiegend enthaltene cis-Isomer reaktiver ist. Sie ist mischbar mit Wasser und ihre wässrige Lösung reagiert stark alkalisch. Die racemische cis-Form hat eine Viskosität von 18 mPa·s bei 20 °C und zersetzt sich bei Temperaturen über 260 °C.
Isophorondiamin bildet bei höherer Temperatur entzündliche Dampf-Luft-Gemische. Die Verbindung hat einen Flammpunkt bei 112 °C. Die untere Explosionsgrenze liegt bei 1,2 Vol.‑%. Die Zündtemperatur beträgt 380 °C. Der Stoff fällt somit in die Temperaturklasse T2.

## Verwendung
Isophorondiamin dient als Zwischenprodukt zur Herstellung von Isophorondiisocyanat, das für die Produktion von Polyurethanen und hier speziell für Lacke
auf Polyurethanbasis und Klebstoffen verwendet wird. Es wird selbst auch direkt als Härter für Epoxidharze eingesetzt,. Weitere Anwendungen sind Beschichtungen mit hervorragenden Korrosionsschutzeigenschaften für Metalle und Klebstoffverbindungen. Es wird ferner bei der Herstellung von nicht-kristallinen Spezialpolyamiden, als Kettenverlängerer bei Polyurethanen und als Zwischenprodukt zur Herstellung von Farbstoffen verwendet.